# Kłębek

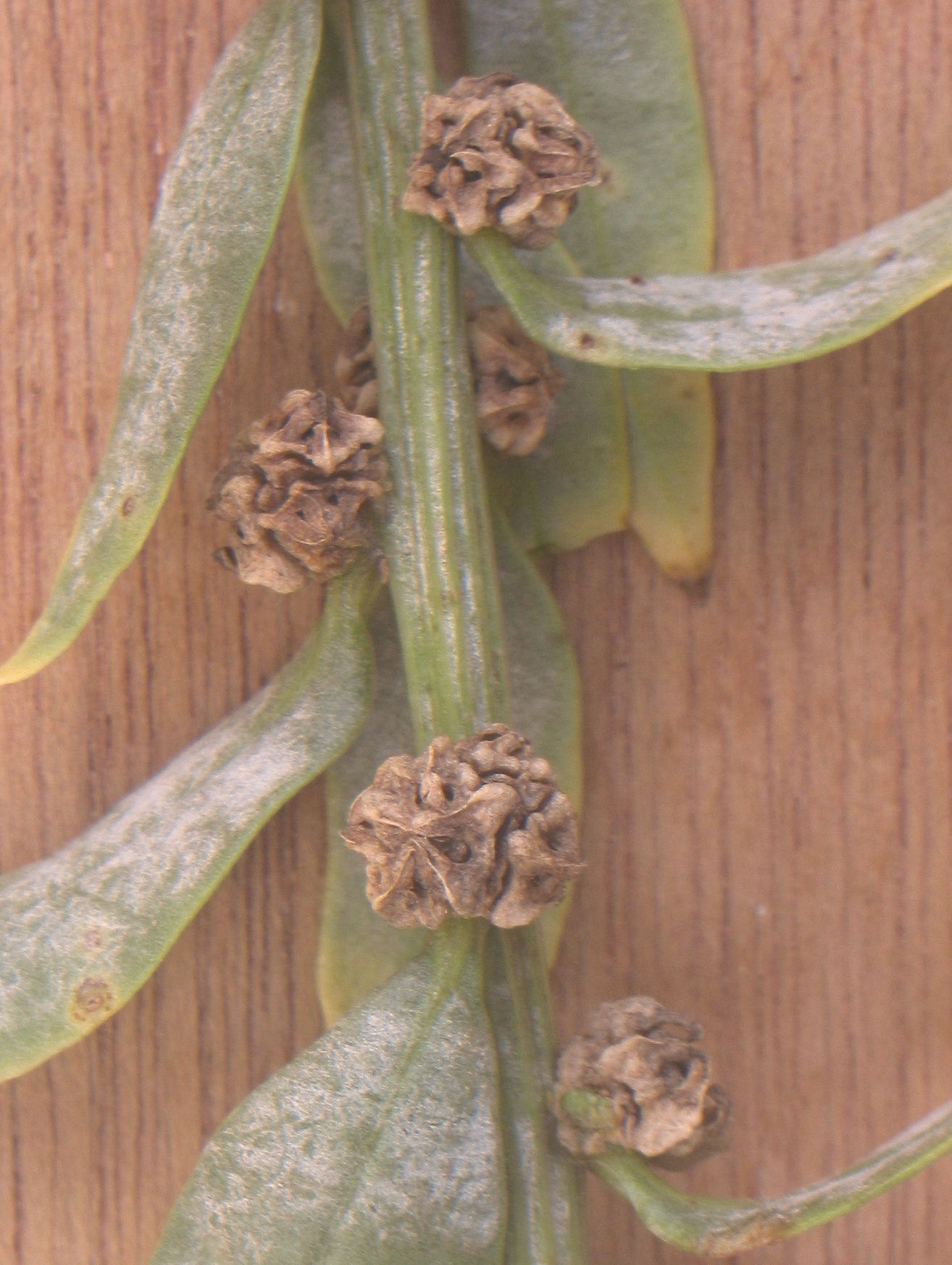
Kłębki na pędzie buraka

Kłębek – owocostan powstający z kilku (zwykle od 2 do 6) drobnych owoców, które podczas dojrzewania tkwią w drewniejącym okwiecie, charakterystyczny dla roślin z rodzaju burak (Beta). To samo określenie stosowane jest w niektórych źródłach także w odniesieniu do kwiatostanu o skróconej osi i krótkoszypułkowych lub siedzących kwiatach typowych dla buraków. W literaturze botanicznej kwiatostany takie określane są nazwą kłębik. 
Poszczególne owoce typu torebki zawierają jedno nasiono i otoczone są zdrewniałymi pięcioma listkami okwiatu. Owoce po kilka (rzadko wyrastają pojedynczo) osadzone są na skróconych szypułkach tworząc razem owocostan kanciastokulisty o nierównej powierzchni. Dojrzewające kłębki są zielone, z czasem zielonobrunatne, po dojrzeniu żółtawobrunatne lub ciemnobrunatne. Z powodu drewnienia dojrzałe kłębki są twarde i łatwo się osypują. Średnica kłębków waha się od 3 do 7 mm, przy czym wielkości i masa, a także kolor są różne u różnych odmian buraków. 
Kłębki stanowią materiał siewny buraków. Ponieważ kłębki kilkunasienne dają po skiełkowaniu splątane i różniące się wielkością rośliny – konieczna jest ich przerywka i ręczne pojedynkowanie, które przy tradycyjnym siewie buraków wymaga 20–24 dniówek na hektar. Dlatego w celu ograniczenia pracochłonności w uprawach buraków stosuje się siew rozrzedzony oraz  preferuje się materiał siewny uzyskany z wyselekcjonowanych odmian dających kłębki jedno- lub dwunasienne. Kłębki kilkunasienne bywają rozdzielane maszynowo (w tzw. segmentatorach), co pozwala na uzyskanie nasion preparowanych, zwykle szlifowanych dla nadania im zaokrąglonego kształtu i otaczanych masą zawierającą nawozy mineralne i fungicydy.
Przez kłębki przenoszą się czynniki zakaźne kilku chorób buraków: zgorzel siewek buraka, mączniak rzekomy buraka i chwościk buraka.